# Холм одного дерева (сезон 4)
«Холм одного дерева» (англ. One Tree Hill) — американский телесериал, молодёжная драма. Премьера состоялась 23 сентября 2003 года на телеканале The WB.
Четвёртый сезон сериала был показан на канале НТВ.

## Сюжет
Лукасу тяжело живётся без баскетбола, пока Пейтон и Брук ссорятся из-за него. Скотт же хорошо относится к обеим, но продолжает встречаться с Брук. У Нейтана и Хейли кажется всё прекрасно, но белая полоса может легко поменяться на черную, под названием Рейчел… Она заигрывает с Нейтаном и пытается разбить его брак с Хейли. В это время другой негативный персонаж, Ден пытается доказать всем что изменился. Он помогает беременной Карен, и не достает Лукаса с Нейтаном.
Но, несмотря на все старания Скотта старшего, вина смерти Кита преследует его. Люк возвращается в баскетбол на главную игру Воронов, но у него случается сердечный приступ, после чего он продолжает вести скучную жизнь без любимой игры. В это время у Пейтон появляется будто бы брат Дерек. А Лукас ссорится с Брук. У Нейтана финансовые проблемы, и он вынужден обратиться к отцу. В это время их брак с Хейли на грани развала… С Хейли случается несчастный случай, и она чуть не погибает,при том что она беременна. Вскоре выясняется, что к нему причастен Нейтан,но молодая пара справляется со всеми трудностями. Рейчел продолжает приближаться к Нейтану, они становятся друзьями.
В это время Дерек оказывается больным психом. Он держит Пейтон запертой в собственном доме. Но ей на помощь приходит Брук,которая воинственно помогает бороться с Дереком.Конечно после такого случая девушки мирятся. Лукас же находит якобы свидетеля убийства Кита. Ден понимает, что он на грани разоблачения,Лукас уже знает о том что Дэн убийца,и пытается это доказать всеми силами..Люк не намерен мирится с этим,и пытается убить Дэна. Пейтон и Лукас начинают развивать свои отношения. Карен попадает в больницу,ей и ребёнку угрожает опасность,большой риск. Во время своей торжественной речи,на выпускном,у Хейли начинаются схватки.Не закончив свою речь,её на машине скорой помощи отправляют в больницу,где она родила мальчика.

## В ролях
- Чад Майкл Мюррей в роли Лукаса Скотта
- Джеймс Лафферти в роли Нейтана Скотта
- Бетани Джой Галеоти в роли Хэйли Джеймс Скотт
- Хилари Бёртон в роли Пэйтон Сойер
- София Буш в роли Брук Дэвис
- Пол Йоханссон в роли Дэна Скотта
- Крейг Шеффер в роли Кита Скотта
- Мойра Келли в роли Карен Ро
- Барбара Элин Вудс в роли Дэб Скотт
- Барри Корбин в роли Тренера Даррэма Уайти
- Дэннил Харрис в роли Рейчел Гатины
- Ли Норрис в роли Марвина «Мауса» МакФаддена
- Энтуон Таннер в роли Энтвона «Скилза» Тейлора

## Приглашённые звёзды
- Стивен Коллетти - Чейз Адамс
- Бэвин Принс - Бэвин Мирски
- Каллен Мосс - Джанк
- Вон Уилсон - Ферги
- Элизабэт Арнуа - Шелли Саймон
- Шон Шепард - Директор Тёрнер
- Келси Чоу - Джи-Джи Силвери
- Мэтт Барр - Йен Бэнкс / Псих Дерек
- Эрнст Уоддэлл - Дерек Соммерс
- Тайлер Хилтон - Крис Келлер
- Майкл Тракко - Купер Ли

## Описание эпизодов
| Эпизод | Название                                                                        | Дата выхода в эфир    | Режиссёр        | Сценаристы                 |
| --- | ------------------------------------------------------------------------------- | --------------------- | --------------- | -------------------------- |
| |                                                                                 |                       |                 |                            |
| 4x01 | The Same Deep Water As You / В закоулках души                                   | 27 сентября 2006 года | Грег Пранж      | Марк Швон                  |
| Хейли потрясена самоотверженностью и храбростью Нэйтана, Брук пытается бороться со своими чувствами к Лукасу, а Пейтон делает потрясающее открытие. В страхе, что кто-то узнает, что это он убил Кита, Ден нападает на Деб. |                                                                                 |                       |                 |                            |
| |                                                                                 |                       |                 |                            |
| 4x02 | Things I Forgot At Birth / То, что я забыл в День Рождения                      | 4 октября 2006 года   | Грег Пранж      | Марк Швон                  |
| Жизнь Нэйтана, Рейчел и Купера всё ещё полна противоречий, а Брук празднует восемнадцатилетие и вступает в конфликт с Пейтон. Лукас и Карен приходят к соглашению, а вот интересы Деб и Хейли не совпадают. |                                                                                 |                       |                 |                            |
| |                                                                                 |                       |                 |                            |
| 4x03 | Good News For People Who Love Bad News / «Отличные» новости                     | 11 октября 2006 года  | Джон Ашер       | Майк Хирро и Дэвид Страусс |
| На вечеринке между Лукасом и Брук происходит ссора, а Хейли понимает, что Рейчел собирается соблазнить Нэйтана. Тем временем, Пейтон встречается со своим сводным братом Дереком, Рейчел узнаёт, кто же всё-таки ждёт ребёнка, а Скилз берёт суд над Воронами в свои руки. |                                                                                 |                       |                 |                            |
| |                                                                                 |                       |                 |                            |
| 4x04 | Can't Stop This Thing We Started / Не могу остановиться!                        | 18 октября 2006 года  | Бэтани Руни     | Тэррэнс Коли               |
| Пейтон занимается раскруткой хип-хоппера «Lupe Fiasco», а слухи о беременности Брук разлетаются с невероятной скоростью. Нэйтан покупает мотоцикл, несмотря на протесты Хейли, а Рейчел позирует для журнала «Maxim». Тем временем, Лукас конфликтует с Дереком, а Деб обманывает Карен. |                                                                                 |                       |                 |                            |
| |                                                                                 |                       |                 |                            |
| 4x05 | I Love You, But I've Chosen Darkness / Я люблю тебя, но выбираю тёмную сторону… | 25 октября 2006 года  | Стюарт Гиллард  | Марк Швон                  |
| Когда Лукас узнаёт, что Дерек заинтересован Пейтон как девушкой, юноша начинает угрожать Лукасу. Хейли кажется, что Нэйтан отдаляется от неё, когда девушка находит письмо из университета, в котором Нэйтана приглашают учиться в престижном заведении. Пока слухи о беременности Брук продолжают распространяться, Рейчел устраивает для девушки свидание вслепую с парнем, который старше неё. Деб пытается побороть свою зависимость от обезболивающего. |                                                                                 |                       |                 |                            |
| |                                                                                 |                       |                 |                            |
| 4x06 | Where Did You Sleep Last Night? / Где ты провёл прошлую ночь?                   | 8 ноября 2006 года    | Пол Йоханссон   | Уильм Х. Браун             |
| Финансовые затруднения Хейли и Нэйтана вынуждают молодых людей просить помощи у Дена. Несмотря на своё состояние, Лукас решает продолжить тренировки; Пейтон находится в поисках заботы и понимания, а Брук встречается со своим новым парнем, однако вскоре понимает, что он – не тот, за кого себя выдаёт. Маус получает неожиданное предложение, а старый знакомый Дена, Данте проявляет неожиданный интерес к Нэйтану.                                   |                                                                                 |                       |                 |                            |
| |                                                                                 |                       |                 |                            |
| 4x07 | All These Things That I've Done / Всё, что я натворил                           | 15 ноября 2006 года   | Дэвид Джексон   | Адэль Лим                  |
| Брук переживает интересные времена, Рейчел создаёт обложку нового выпуска журнала «Maxim», что вызывает нешуточный переполох. А Лукас, тем временем, узнаёт о сделке между Нэйтаном и Данте и заставляет юношу выбирать между Нэйтаном и любовью к баскетболу. Хейли сидит с ребёнком, а Дерек заставляет Пейтон встретиться со своими страхами. |                                                                                 |                       |                 |                            |
| |                                                                                 |                       |                 |                            |
| 4x08 | Nothing Left To Say But Goodbye / Остаётся только сказать «Прощай!»             | 22 ноября 2006 года   | Дженис Кук      | Джон А. Норрис             |
| Дерек пытается убедить Пейтон дать Лукасу второй шанс, в то время как Брук хочет начать с юношей всё сначала. Нэйтон вынужден вновь обратиться за помощью к Данте. Рейчел пытается научить жизни Хейли, а Нэйтана называют самым лучшим игроком баскетбольной команды Вороны. |                                                                                 |                       |                 |                            |
| |                                                                                 |                       |                 |                            |
| 4x09 | Some You Give Away / Те, кого ты отпустил                                       | 29 ноября 2006 года   | Грег Пранж      | Марк Швон                  |
| Последняя игра тренера Уйати приближается, а жители города готовятся к ответственному матчу. Пейтон признаётся в любви Лукасу, Хейли узнаёт пол своего ребёнка, а Нэйтан и Лукас испытывают непреодолимые противоречия из-за своих взглядов на ход игры. Карен показывает свою жестокость, а Ден пытается сорвать последствия сделки Нэйтана и Данте. |                                                                                 |                       |                 |                            |
| |                                                                                 |                       |                 |                            |
| 4x10 | Songs To Love & Die By / Песни любви и смерти                                   | 6 декабря 2006 года   | Джон Ашер       | Марк Швон                  |
| Лукас встречает Кита. Жизни Хейли и её ребёнка угрожает опасность, а Нэйтан чувствует свою вину из-за того, что пошёл на сделку с Данте. Пейтон и Брук пытаются наладить отношения. |                                                                                 |                       |                 |                            |
| |                                                                                 |                       |                 |                            |
| 4x11 | Everything In Its Right Place / На своих местах                                 | 17 января 2007 года   | Майкл Лэнг      | Дон Урбан                  |
| После пережитого сердечного приступа, Лукас пытается наладить отношения с Пейтон. Хейли узнаёт, что это Нэйтон виновен в несчастном случае. Брук и Рейчел собираются украсть ответы для следующего экзамена, а Ден держит ответ за убийство. |                                                                                 |                       |                 |                            |
| |                                                                                 |                       |                 |                            |
| 4x12 | Resolve / Решения                                                               | 24 января 2007 года   | Мойра Келли     | Мишель Фарнти-Гудман       |
| До выпускного всего неделя. Хейли переживает нелёгкие времена, Скиллс и Маус разрабатывают план, чтобы помочь найти Нэйтану деньги для вечеринки с помощью стриптиза. Брук предаёт Рейчел, чтобы сблизиться с новеньким, а Пейтон и Лукас, кажется, нашли своё счастье. Деб пытается покончить с собой. |                                                                                 |                       |                 |                            |
| |                                                                                 |                       |                 |                            |
| 4x13 | Pictures Of You / Как ты выглядишь со стороны                                   | 7 февраля 2007 года   | Лэс Батлер      | Марк Швон                  |
| Ажиотаж вокруг выпускного бала приводит к неожиданным последствиям. Скилз обращается за помощью к Хейли, а Нэйтан беспокоится за Деб. Чейз узнаёт, что Брук списала на контрольной, в то время как непристойное поведение просто «взрывает» школу. |                                                                                 |                       |                 |                            |
| |                                                                                 |                       |                 |                            |
| 4x14 | Sad Songs For Dirty Lovers / Грустная песня запретной любви                     | 14 февраля 2007 года  | Дженис Кук      | Уильям Х. Браун            |
| Хейли ссорится с Рэйчел из-за украденных ответов. Лукас и Пейтон решают начать перейти в своих отношениях на новый уровень, в то время как Пейтон и Брук сближаются. В отсутствие Деб, Нэйтан устраивает в её доме вечеринку, на которой всплывает плёнка, на которой находится запись сексуального характера. |                                                                                 |                       |                 |                            |
| |                                                                                 |                       |                 |                            |
| 4x15 | Prom Night At Hater High / Адский выпускной                                     | 21 февраля 2007 года  | Пол Йоханссон   | Майк Херро и Дэвид Страусс |
| Хейли требует от Нэйтана список всех девочек, с которыми он спал. Рейчел берёт на себя вину за кражу ответов. Пейтон отказывается идти на выпускной, а Маус и Брук оказываются без пары для выпускного. |                                                                                 |                       |                 |                            |
| |                                                                                 |                       |                 |                            |
| 4x16 | You Call It Madness, But I Call It Love / Сумасшедшая любовь                    | 2 мая 2007 года       | Томас Джей Райт | Майк Херро и Дэвид Страусс |
| Лукас находит свидетеля убийства Кита, а Дерек держит Пейтон в заложниках в её доме. Тем временем, Нэйтан и Хейли пытаются провести романтичный вечер, а Ден - завоевать доверие Карен. |                                                                                 |                       |                 |                            |
| |                                                                                 |                       |                 |                            |
| 4x17 | It Gets The Worst At Night / Худшее только начинается…                          | 9 мая 2007 года       | Грег Пранж      | Марк Швон и Джим Ли        |
| Когда планы Мауса и Рейчел насчёт поездки меняются коренным образом, ребятам приходится отправиться им на выручку. Во время путешествия Нэйтан и Хейли получают второй шанс насладиться выпускным, а отношения Лукаса и Пейтон переходят на новый уровень. Брук наконец признаётся во всём Хейли. |                                                                                 |                       |                 |                            |
| |                                                                                 |                       |                 |                            |
| 4x18 | The Runaway Found / Сбежавшая находка                                           | 16 мая 2007 года      | Дэвид Джексон   | Марк Швон                  |
| Нэйтан боится за своё будущее, так как ошибки его прошлого преследуют юношу и Хейли. Лукас выслушивает шокирующую исповедь того, кто видел, как был убит Кит. Пейтон ставит все точки над «и» в отношениях с Брук после новой встречи с Чейзом. |                                                                                 |                       |                 |                            |
| |                                                                                 |                       |                 |                            |
| 4x19 | Ashes Of Dreams You Let Die / Погубивший собственную мечту                      | 30 мая 2007 года      | Майкл Лэнг      | Джон А. Норрис             |
| Подходит к концу последний школьный год. Брук пытается найти Чейза с помощью школьного ежегодника, Пейтон - наладить своё будущее, а Хейли - составить выпускную речь. Тем временем, Ден считает, что Лукасу необходима профессиональная помощь, когда Карен рассказывает о безумных теориях сына, касающихся убийства Кита. |                                                                                 |                       |                 |                            |
| |                                                                                 |                       |                 |                            |
| 4x20 | The Birth & Death Of The Day / Восход и закат                                   | 6 июня 2007 года      | Грег Пранж      | Марк Швон                  |
| Наступает день выпускного. Хейли готовится произнести речь, Нэйтан должен смириться с жизнью без баскетбола, Брук делает признание, у которого могут быть серьёзные последствия, а Лукас конфликтует с Деном, когда жизнь Карен оказывается под угрозой. |                                                                                 |                       |                 |                            |
| |                                                                                 |                       |                 |                            |
| 4x21 | All Of Sudden I Miss Everyone / Ни с того, ни с сего я начал по всем скучать    | 13 июня 2007 года     | Марк Швон       | Марк Швон                  |
| Ден пытается справиться с последствиями своего поступка, а беременность Карен и Хейли усложняет жизнь Нэйтана и ребят. Лукаса мучают сомнения, а Пейтон и Брук готовятся провести вместе лето в Лос-Анджелесе. |                                                                                 |                       |                 |                            |
| |                                                                                 |                       |                 |                            |